# La pupa
La pupa è un film del 1963 diretto da Giuseppe Orlandini.

## Trama
Il proprietario di una casa chiusa, morente, lascia l'edificio a un uomo ignaro. Nel frattempo, in paese, alcune ragazze già frequentavano i locali, una delle quali Pupa, dà luogo a una serie di complicate vicende.